# Загатала

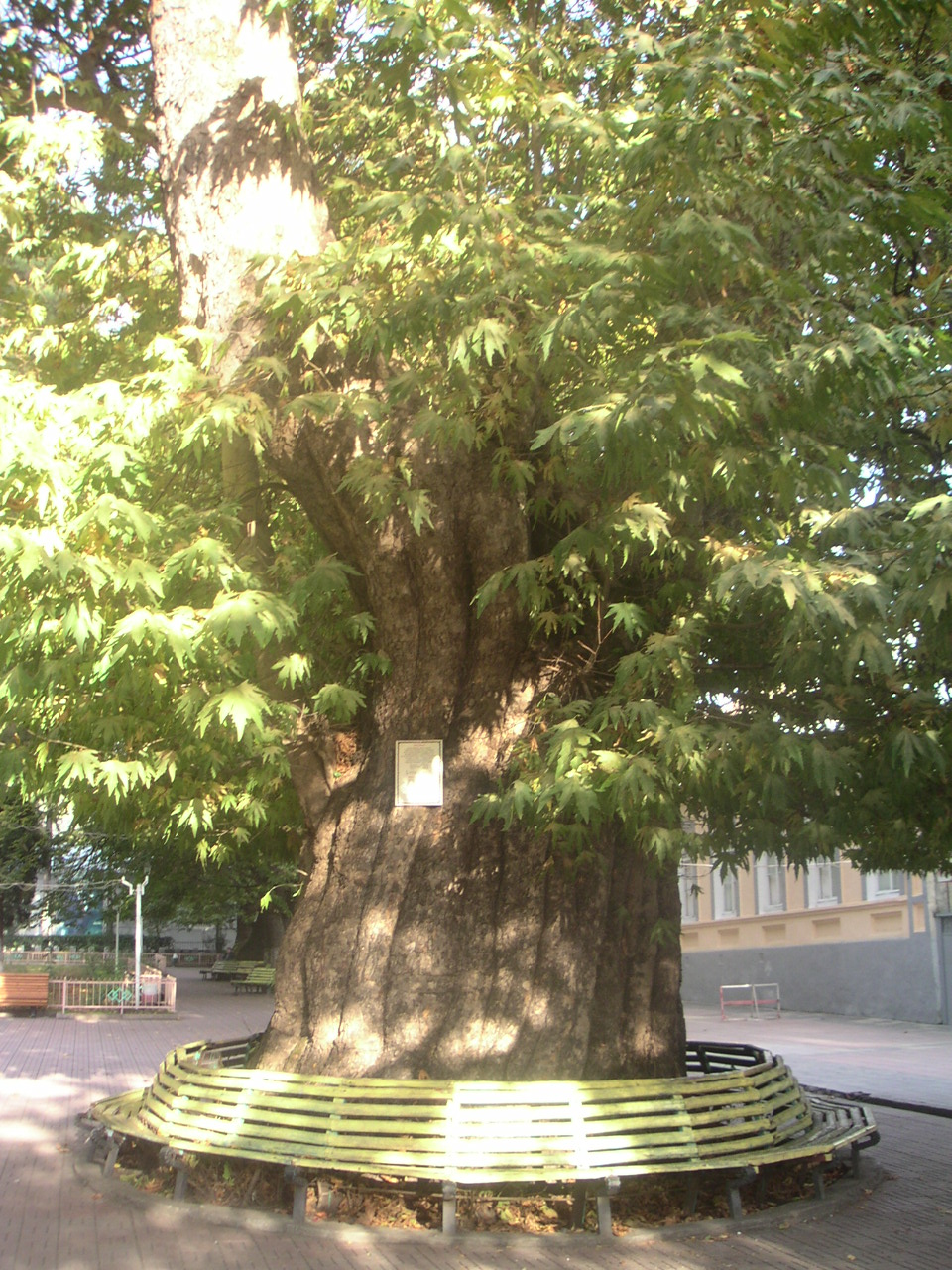
Многолетний платан, не́когда росший в одном из парков Загаталы

Загата́ла (также Закаталы; азерб. Zaqatala, авар. Закатала / Чӏар, цахур. Гал) — город и административный центр Загатальского района Азербайджана. Расположен на шоссе Евлах—Шеки —Тбилиси, в 152 км к северо-западу от железнодорожного узла Евлах.

## Этимология
Слово «Загатала» имеет несколько версий происхождения. Одной из версией является то, что «Загатала» — это видоизмененная форма слова «Сакатала» (взято из названия равнины Сак). В VII веке до н. э. сакские племена перекочевали в Переднюю Азию и решили обосноваться на территории Албании от правого берега реки Куры до предгорий Кавказских гор. Загатальский район являлся одним из составляющих частей древней Кавказской Албании и находился на западе.

## География
Город расположен на реке Талачай (приток Алазани), в лесистых предгорьях южных склонов Главного Кавказского хребта.

## История

### Ранний период
Территория будущего Закатальского округа составляла некогда часть Кавказской Албании. С V века был включен в состав Иберии. Местное население было обращено в грузинское православное вероисповедание эретинской царицей Динарой. В начале XI века кахетинский царь Квирике присоединил Эрети к Кахетии. С 1104 года Кахети-Эретинское царство было окончательно присоединено к Грузинскому царству благодаря эффективной политике царя Давида IV Строителя.
В XV веке территорию будущего Закатальского округа, в то время восточную окраину Кахетии, начали заселять прибывавшие из-за Кавказского хребта жители Дагестана — аварцы. В начале XVII века этому благоприятствовало разорение Кахетии Шах-Аббасом, сопровождавшееся истреблением и пленением жителей, а также расселением в этой области тюрков (азербайджанцев).
Часть грузинского населения, принявшего ислам, именуются ингилойцами (новообращёнными). Они до сих пор проживают в селах Загатальского района. После окончательного своего утверждения в начале XVIII века аварцы и цахуры образовали несколько вольных обществ (союзов) — Джаро-Белоканские вольные общества.

### В составе Российской империи

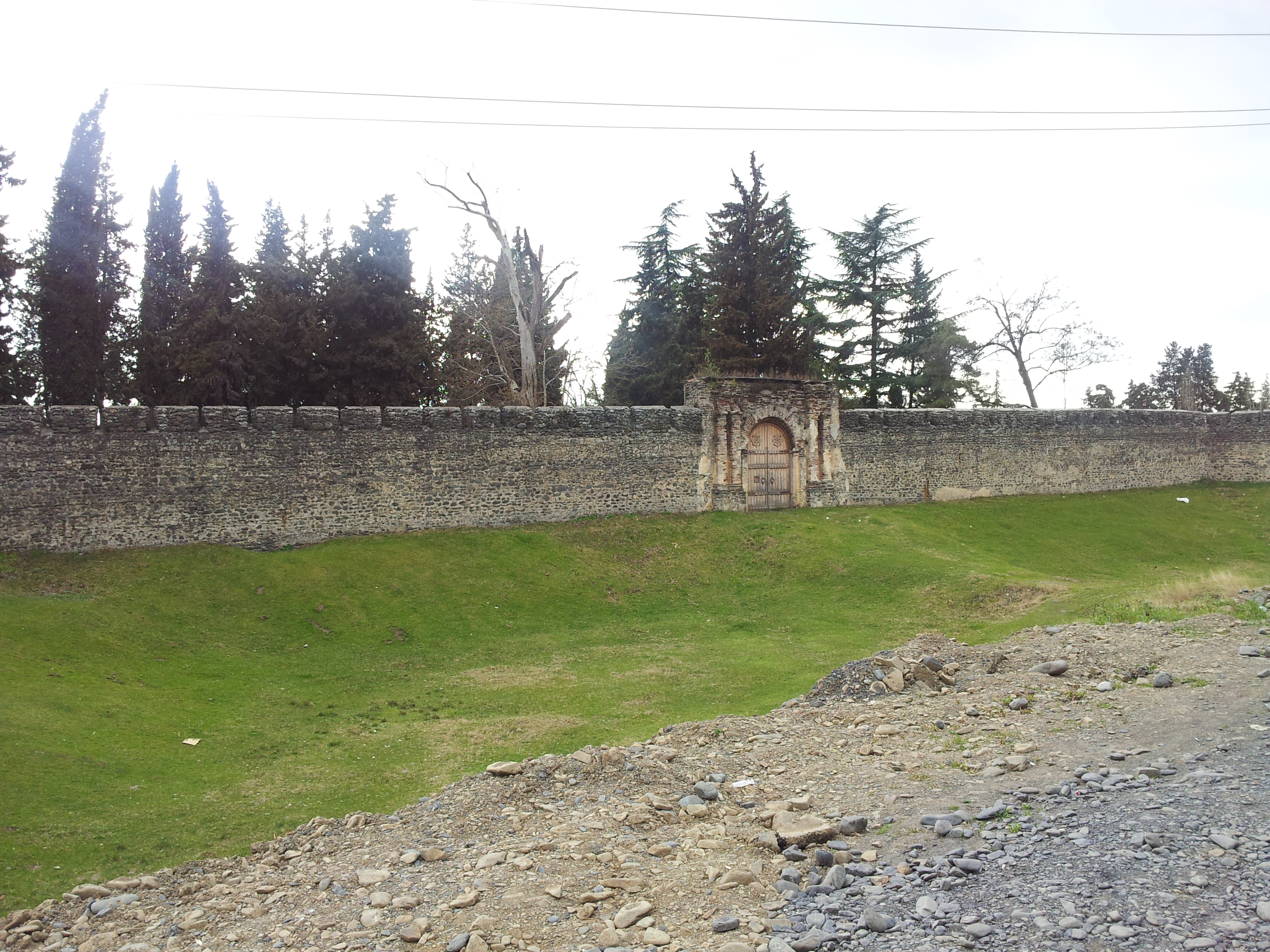
Крепость Новые Закаталы

После присоединения Грузии к России явилась необходимость обуздать своеволие джарских обществ и прекратить их набеги, что и было исполнено в 1803 году генералом Василием Гуляковым. После нового возмущения в 1830 году земли джарских обществ были окончательно присоединены к Грузинской губернии, и из них была образована Джаро-Белоканская область, впоследствии — Джаро-Белоканский округ, к которому в 1844 году было присоединено Илисуйское султанство.
В 1830 году, после подавления беспорядков среди местного населения, по имени прежнего села Закаталы была построена крепость под названием «Новые Закаталы», форштадт которой с 1851 года стал городом Закаталы.
Положением об управлении Дагестанской областью и Закатальским округом, утверждённым Александром II 5 апреля 1860 года, Джаро-Белоканский военный округ был преобразован в Закатальский округ во главе с окружным начальником, временно подчиненный начальнику Верхнего Дагестана.

### Период АДР
26 мая 1918 после распада Закавказской Демократической Федеративной Республики и провозглашения независимости трёх закавказских республик, Закатальский округ становится предметом территориального спора между Грузией и Азербайджаном. 26 июня 1918 года Национальный Совет Закатальского округа, «учитывая, что по культурно-экономическим, бытовым и религиозным условиям, по роду занятий, промышленности и языку Закатальский округ и Азербайджан являются однородными элементами и, что сношения и товарообмен с крупными торгово-промышленными центрами Закатальского округа возможен только через Азербайджан, и находя, что присоединение к Азербайджанской Республике является наиболее отвечающим целям и интересам Закатальского округа», единогласно постановил присоединить Закатальский округ к Азербайджану. Округ был преобразован в губернию, а губернатором был назначен Алияр-бек Гашимбеков. В дальнейшем Закаталы были представлены в парламенте АДР тремя депутатами.

### Период Азербайджанской ССР
7 мая 1920 года, спустя несколько дней после советизации Азербайджана, Советская Россия заключила с Грузией Московский договор, в котором признавала бывший Закатальский округ территорией Грузии в обмен на отказ грузинского правительства чинить препятствия в деятельности Коммунистической партии Грузии. Тем не менее, в июне 1920 года на встрече с Сергеем Кировым заместитель министра иностранных дел Грузии заявил, что территория округа всё ещё контролируется азербайджанскими советскими войсками.
В июне 1920 года в городе Загатале и во всём Загатальском уезде произошло антибольшевистское вооружённое выступление с целью свержения советской власти.
В начале марта 1922 года Закавказское Бюро ЦК ВКП(б) окончательно признало принадлежность бывшего Закатальского округа Тифлисской губернии Азербайджану.
24 ноября 1988 года в Закаталах и Шеки произошёл погром армян. Были сожжены дома армян, устроены погромы. При защите армянского населения получили ранения 7 советских военнослужащих, один из которых позже скончался.

## Население
Согласно данным Свода статистических данных о населении Закавказского края 1886 года, в Закаталы проживало 1231 человек, из которых 510 армян, 493 аварцев, 167 русских, 25 татар (азербайджанцев). Однако, по данным Кавказского календаря на 1896 год, население составляло 1231 человек, из которых 493 азербайджанцев, указанных как «татары» и 410 армян.
По данным Кавказского календаря на 1912 год в городе проживало 4073 человека, в основном армян, у которых имелось одна каменная церковь и одна более старая деревянная. Кроме этого в городе имелась армянская школа, которая во время Первой мировой войны активно участвовала в сборе средств для пострадавших и беженцев.
На 2019 год население составляло 32 171 чел.
На 1 января 2023 года численность населения составляла 22 098 чел. Из них 10 483 мужчин (47,4 %), 11 615 женщин (52,6 %).
| Год  | Численность (чел) |
| ---- | ----------------- |
| 1876 | 1 143             |
| 1896 | 1 231             |
| 1897 | 3 009             |
| 1909 | 3 562             |
| 1912 | 4 073             |
| 1921 | 2 572             |
| 1923 | 2 742             |
| 1926 | 3 304             |
| 1939 | 8 594             |
| 1959 | 10 250            |
| 1970 | 13 377            |
| 1979 | 15 195            |

| Год      | 2019   | 2023   |
| -------- | ------ | ------ |
| тыс. чел | 32 171 | 22 098 |

| Этнические группы | 1876 | %    | 1897 | %    | 1926 | %    | 1939 | %    | 1959  | %    | 1970  | %    | 1979  | %   |
| ----------------- | ---- | ---- | ---- | ---- | ---- | ---- | ---- | ---- | ----- | ---- | ----- | ---- | ----- | --- |
| Все               | 1143 | 100  | 3009 | 100  | 3304 | 100  | 8594 | 100  | 10250 | 100  | 13377 | 100  | 15195 | 100 |
| Азербайджанцы     | 23   | 2    | 299  | 9.9  | 1284 | 38.9 | 2577 | 30   | 5362  | 52.3 | 7877  | 58.9 | 9678  | 64  |
| Аварцы            |      |      | 589  | 19.6 | 10   | 0.3  | 480  | 5.6  | 299   | 2.9  | 1133  | 8.5  | 1446  | 9.5 |
| Цахуры            |      |      |      |      | 213  | 6.4  | 232  | 2.7  | 71    | 0.7  | 831   | 6.2  | 1330  | 8.8 |
| Армяне            | 400  | 34.5 | 1400 | 46.5 | 1181 | 35.7 | 1414 | 16.5 | 1215  | 11.9 | 982   | 7.3  | 86    | 5   |
| Русские           | 240  | 20.9 | 258  | 9.5  | 290  | 8.8  | 2986 | 34.7 | 1876  | 18.3 | 1261  | 9.4  | 951   | 6.3 |
| Лезгины           | 455  | 39.8 | 22   | 0.73 | 117  | 3.5  | 222  | 2.9  | 824   | 8    | 478   | 3.6  | 351   | 2.3 |
| Грузины           | 5    | 0.4  | 191  | 6.3  | 96   | 2.9  | 144  | 1.7  | 137   | 1.3  | 307   | 2.3  | 91    | 0.6 |
| Украинцы          |      |      |      |      | 41   | 1.2  | 169  | 2    |       |      |       |      |       |     |
| Немцы             |      |      | 11   | 0.4  |      |      | 47   | 0.5  |       |      |       |      |       |     |
| Евреи             |      |      | 3    |      |      |      | 16   |      | 20    |      | 13    |      | 5     |     |
| Татары            |      |      |      |      |      |      |      |      |       |      | 50    | 0.4  | 43    | 0.3 |
| Удины             |      |      |      |      |      |      |      |      |       |      | 2     |      | 3     |     |
| Курды             |      |      |      |      |      |      |      |      |       |      | 1     |      | 5     |     |
| другие            | 20   | 1.7  | 258  | 8.6  | 65   | 2    | 307  | 3.6  | 446   | 4.3  | 442   | 3.3  | 456   | 3   |

## Климат
Согласно классификации климатов Кёппена у Загаталы умеренно тёплый климат с равномерным увлажнением (Cfa). По классификации климатов Алисова город относится к полувлажным субтропикам.
| Показатель                                                    | Янв.  | Фев.  | Март  | Апр.  | Май   | Июнь  | Июль  | Авг.  | Сен.  | Окт.  | Нояб. | Дек.  | Год    |
| ------------------------------------------------------------- | ----- | ----- | ----- | ----- | ----- | ----- | ----- | ----- | ----- | ----- | ----- | ----- | ------ |
| Абсолютный максимум, °C                                       | 20,0  | 23,9  | 27,8  | 31,1  | 36,1  | 36,1  | 38,9  | 38,9  | 37,2  | 32,8  | 25,0  | 22,8  | 38,9   |
| Средний суточный максимум, °C                                 | 5,3   | 6,3   | 11,2  | 18,8  | 22,2  | 26,8  | 30,5  | 29,3  | 25,7  | 18,8  | 12,5  | 7,9   | 17,9   |
| Средняя температура, °C                                       | 1,1   | 2,3   | 5,8   | 12,7  | 17,0  | 20,9  | 24,6  | 23,7  | 19,8  | 13,5  | 7,9   | 3,2   | 12,7   |
| Средний суточный минимум, °C                                  | −1,9  | −1,1  | 2,7   | 8,0   | 12,0  | 16,1  | 19,4  | 18,6  | 15,0  | 9,4   | 4,6   | 0,4   | 8,6    |
| Абсолютный минимум, °C                                        | −22,8 | −13,9 | −12,2 | −3,9  | 1,1   | 6,1   | 8,9   | 7,8   | 2,2   | −5    | −7,8  | −18,9 | −22,8  |
| Среднее число солнечных часов в месяц                         | 114,3 | 103,8 | 130,0 | 176,7 | 215,6 | 261,0 | 274,8 | 255,3 | 220,2 | 157,8 | 130,5 | 110,2 | 2150,2 |
| Среднее число дней с осадками                                 | 7     | 8     | 11    | 12    | 13    | 10    | 7     | 7     | 7     | 9     | 8     | 7     | 106    |
| Норма осадков, мм                                             | 35    | 52    | 67    | 78    | 115   | 129   | 64    | 75    | 65    | 106   | 72    | 33    | 891    |
| Источник: NOAA, Sistema de Clasificación Bioclimática Mundial |       |       |       |       |       |       |       |       |       |       |       |       |        |

## Экономика
В городе находятся орехоочистительные, плодоконсервный, маслосыродельный, гренажный, эфиро-масличный, кирпичный и асфальтовый заводы, мебельная и чайная фабрики.

## Образование

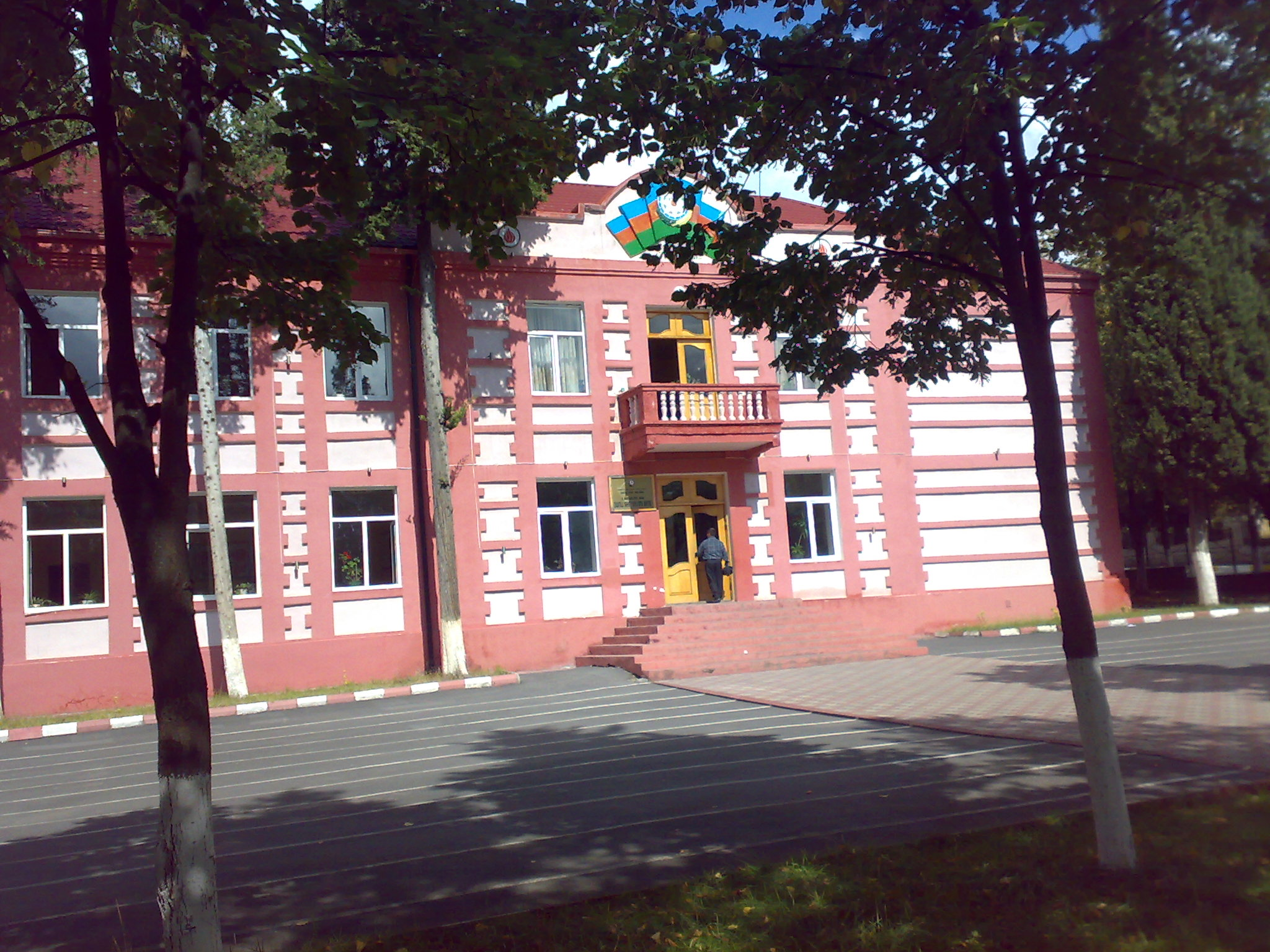
Городская Загатальская школа № 1

В городе имеются четыре среднеобразовательные школы, интернат-гимназия, лицей технических наук имени академика Зарифы Алиевой и гимназия с гуманитарным уклоном.
Среди высших учебных заведений в Загатале находятся филиалы Азербайджанского государственного педагогического университета, Азербайджанского государственного экономического университета и Бакинского исламского университета.
В городе также расположен Загатальский государственный колледж управления и технологии.

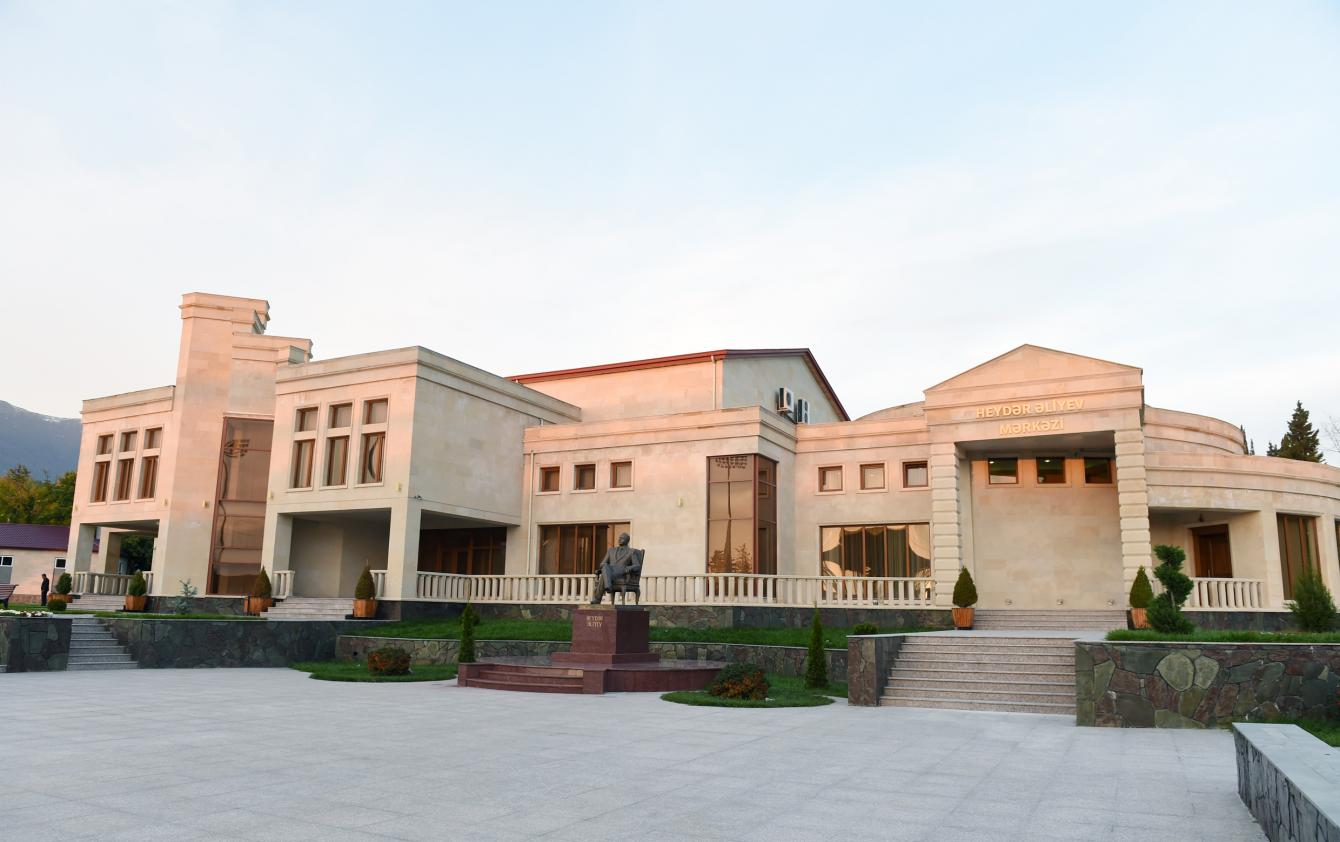
Центр Гейдара Алиева Загатала Ноябрь 2015

## Транспорт
Действует междугороднее автобусное сообщение с Баку.
В городе расположен аэропорт Парзиван.

## Инфраструктура
4 ноября 2015 года открыт Центр Гейдара Алиева площадью 2765 м2. В центре действуют кабинет регистрации актов гражданского состояния, кинозал, комнаты для кулинарного кружка и кружка изобразительного искусства, скульптурная и полиграфическая студии.
Город полностью газифицирован.
Загатала — крупный центр туризма в Азербайджане, здесь имеются многочисленные гостиницы, дома отдыха.

## Спорт

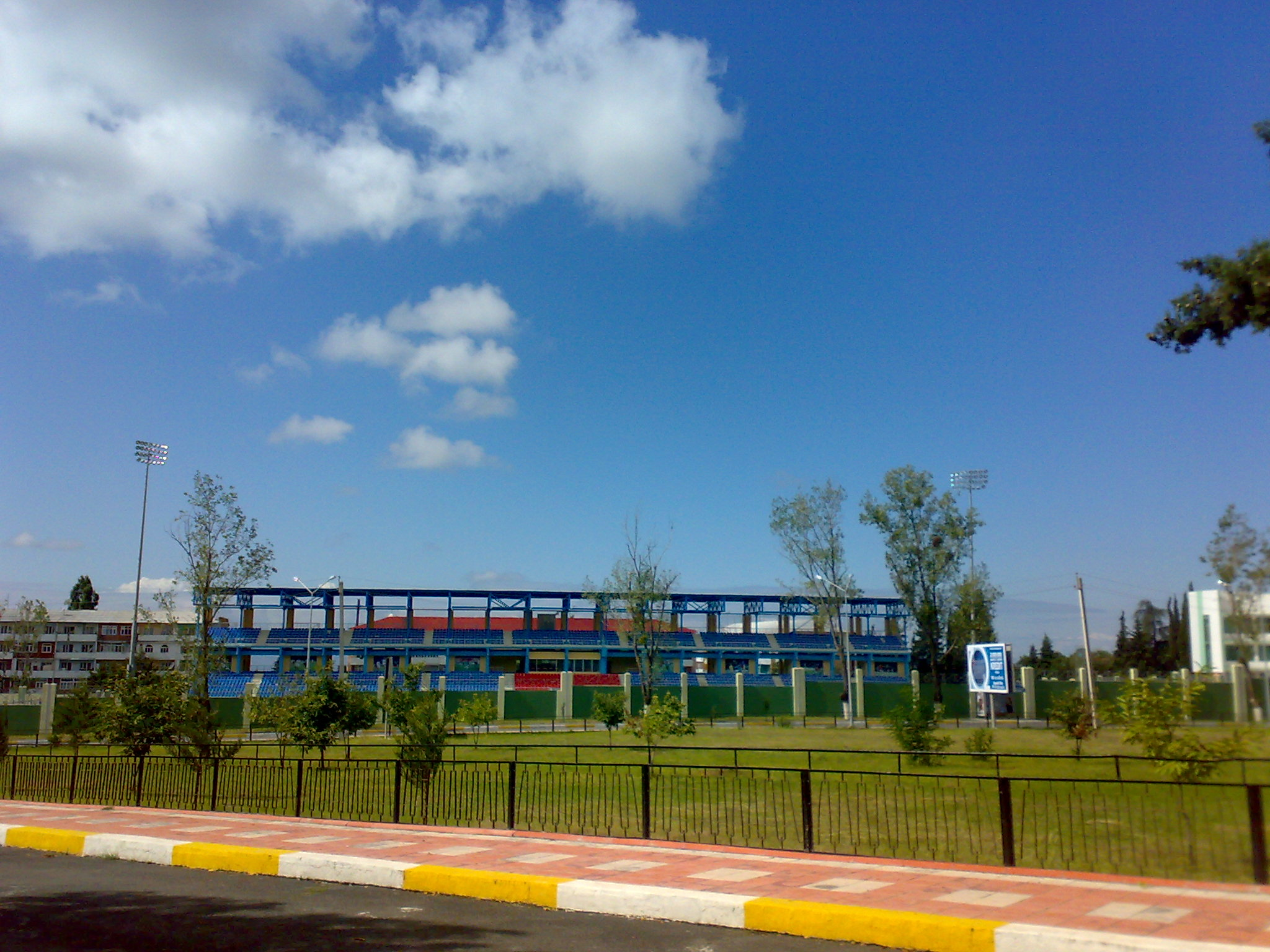
Загатальский стадион

В городе имеется футбольный стадион. На этом стадионе проводит свои домашние матчи местный футбольный клуб ПФК «Загатала».

## Достопримечательности
Город богат памятниками. Здесь похоронены жившие, трудившиеся и боровшиеся на этой земле нуцал Аварии Уммахан Великий, учёный Давуд-апанди Гъолодинский, Кахау Кахаев из Верхних Чардахлар, Хасан-дибир из Гоора.
В городе установлены также следующие скульптуры и обелиски:
- мраморный памятник Гейдару Алиеву (Центральный парк культуры и отдыха имени Г. Алиева)[43]
- памятник-могила потёмкинца Степана Демешко (Центральный парк культуры и отдыха имени Г. Алиева)[43]

- памятник Имаму Шамилю в Галадюзю

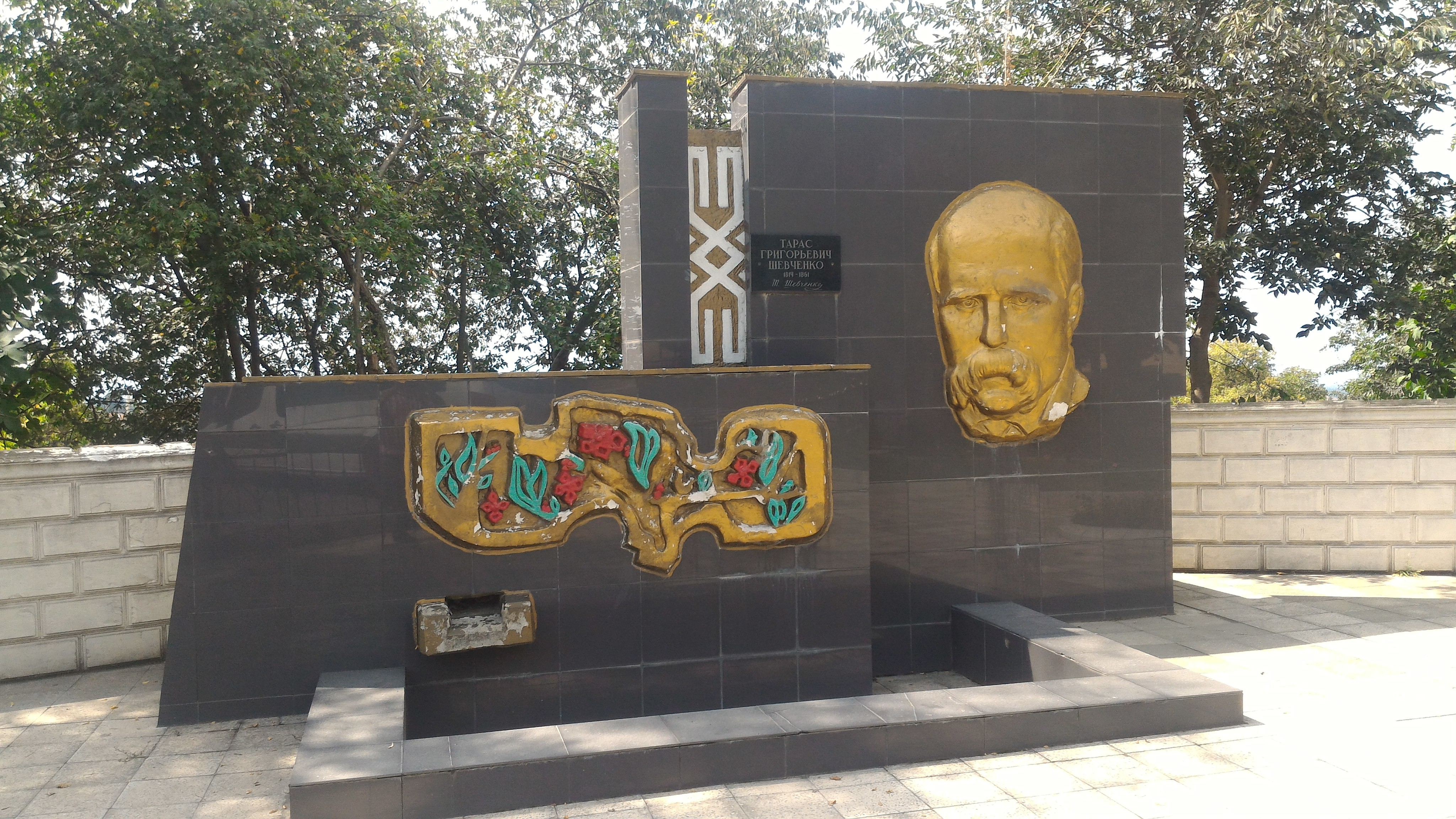
Памятник Тарасу Шевченко

- памятник писателю Тарасу Шевченко (Центральный парк культуры и отдыха имени Г. Алиева)[43]
- монументальное сооружение герою исторического эпоса старцу Деде-Коркуд (площадь 800-летнего платана)[43]
- памятник советским воинам-освободителям от фашистского ига (центр города)[43]
- памятник передовой колхознице, Герою Социалистического Труда Севиль Казиевой[43]
- памятник великому писателю и мыслителю шейху Низами (переустановлен в селе Лагич Закатальского района)[43]
- памятник одному из основателей Азербайджанской Демократической Республики М. Э. Расулзаде
- курганы, в которых захоронены сражавшиеся с Помпеем около 2000 лет назад знаменитые Алазанки[43].

## Галерея

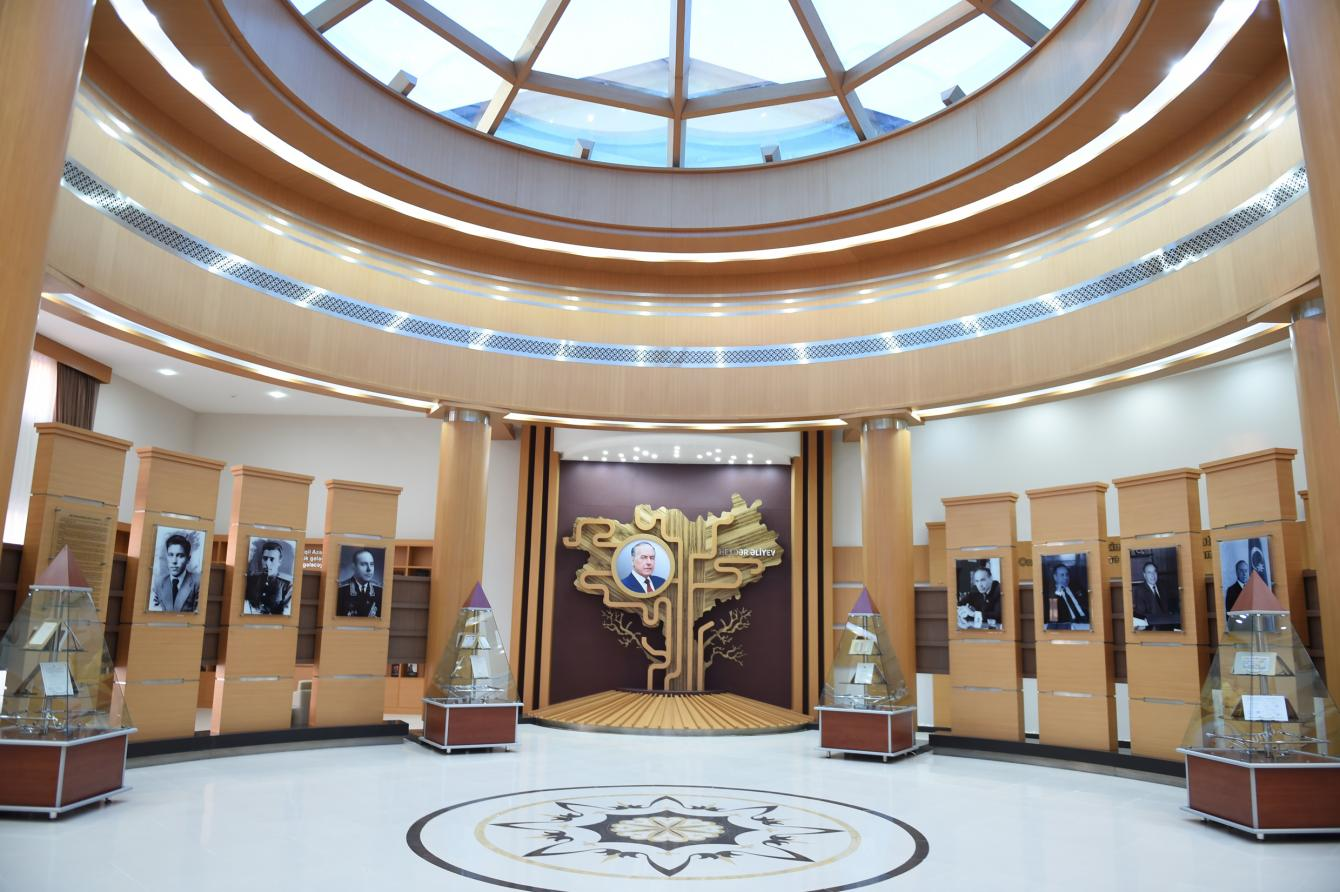
Центр Гейдара Алиева Загатала Ноябрь 2015
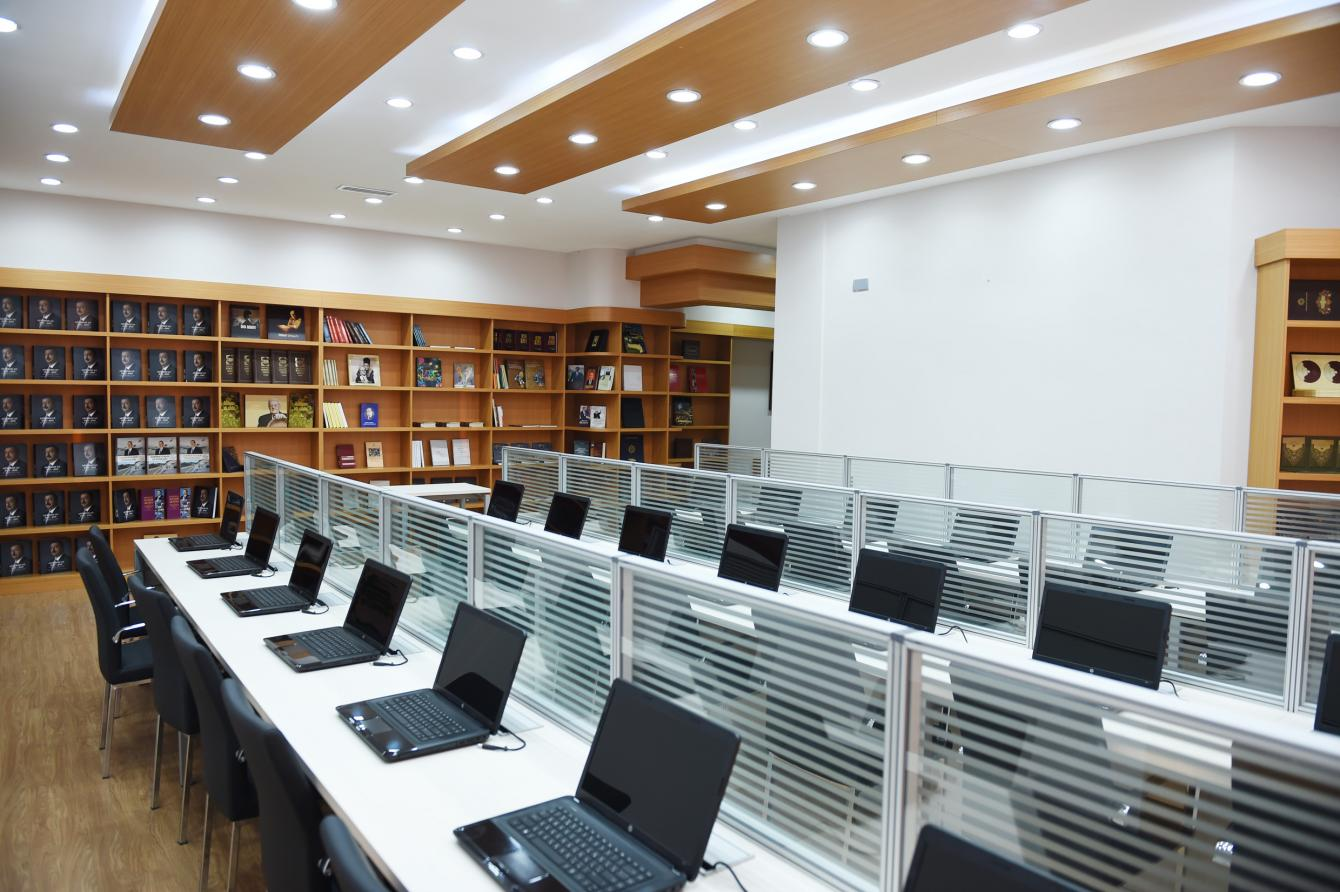
Центр Гейдара Алиева Загатала Ноябрь 2015
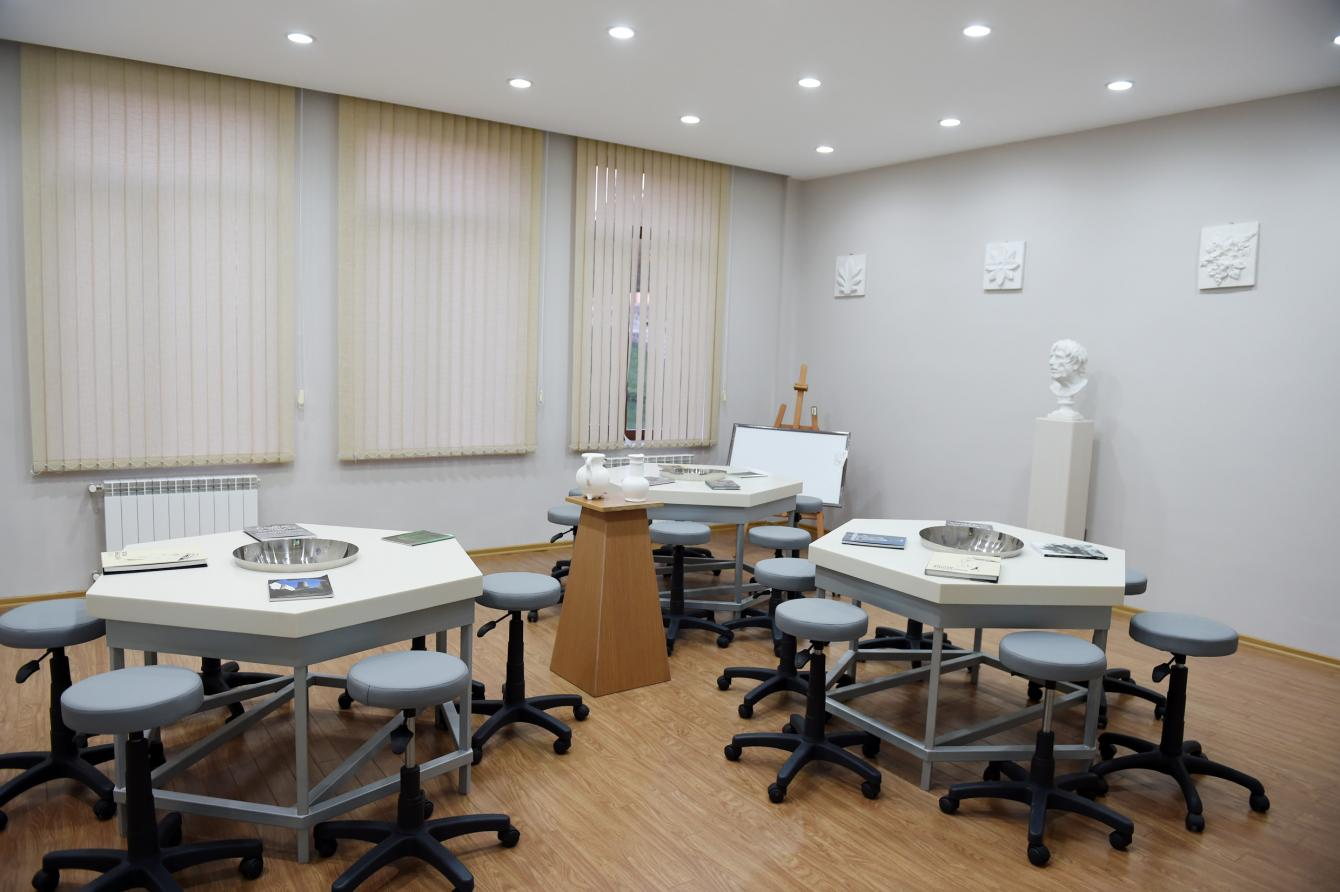
Центр Гейдара Алиева Загатала Ноябрь 2015